# День работников архивных учреждений Украины
«День работников архивных учреждений» (укр. День працівників архівних установ) — национальный профессиональный праздник работников архивных учреждений, который отмечается на Украине каждый год, 24 декабря.
«День работников архивных учреждений Украины» получил статус официального государственного профессионального праздника сравнительно недавно. 30 октября 1998 года в столице Украины городе Киеве, второй президент Украины Леонид Данилович Кучма подписал Указ № 1200/98 «Про День работников архивных учреждений». В президентском указе в частности говорилось, что новый профессиональный праздник в стране вводится «учитывая значительный вклад архивных учреждений Украины в развитие отечественной науки и культуры, другие сферы жизни общества, необходимость дальнейшего совершенствования архивного дела и на поддержку инициативы работников архивных учреждений…»
В настоящее время, общая численность работников государственных учреждений Украины занятых в архивоведении составляет около 3700 человек, которые трудятся более чем в семистах организациях подчинённых Госкомитету, и на их плечах лежит забота почти о 60 миллионах единиц хранения.